# Xavier Hunault
Xavier Hunault, né le 29 juillet 1923 à Châteaubriant (Loire-Inférieure) et mort le 16 janvier 2021 dans la même ville, est un homme politique français.

## Biographie
Xavier Hunault est le fils d'Alexandre Hunault, huissier de justice à Châteaubriant, et de Blanche Desormeaux. Il est le père du député Michel Hunault et d'Alain Hunault, maire de Châteaubriant.
Après sa scolarité à Saint-François-Xavier à Vannes et Saint-Michel à Château-Gontier, il suit ses études à la faculté de droit de Rennes. Licencié en droit, Xavier Hunault devient huissier de justice.

## Détail des fonctions et des mandats
Mandats locaux
- 1959 - 1989 : Maire de Châteaubriant
- 1964 - 1988 : Conseiller général du canton de Châteaubriant
  - 1979 - : Vice-président du Conseil général de la Loire-Atlantique

Mandats parlementaires
- 18 novembre 1962 - 2 avril 1967 : Député de la 5e circonscription de la Loire-Atlantique
- 5 mars 1967 - 30 mai 1968 : Député de la 5e circonscription de la Loire-Atlantique
- 23 juin 1968 - 1er avril 1973 : Député de la 5e circonscription de la Loire-Atlantique
- 4 mars 1973 - 2 avril 1978 : Député de la 5e circonscription de la Loire-Atlantique
- 12 mars 1978 - 22 mai 1981 : Député de la 5e circonscription de la Loire-Atlantique
- 14 juin 1981 - 1er avril 1986 : Député de 5e circonscription de la Loire-Atlantique
- 16 mars 1986 - 14 mai 1988 : Député de la Loire-Atlantique
- 12 juin 1988 - 1er avril 1993 : Député de la 6e circonscription de la Loire-Atlantique